# Glaucocharis khasiella
Glaucocharis khasiella là một loài bướm đêm trong họ Crambidae.